# José Happart

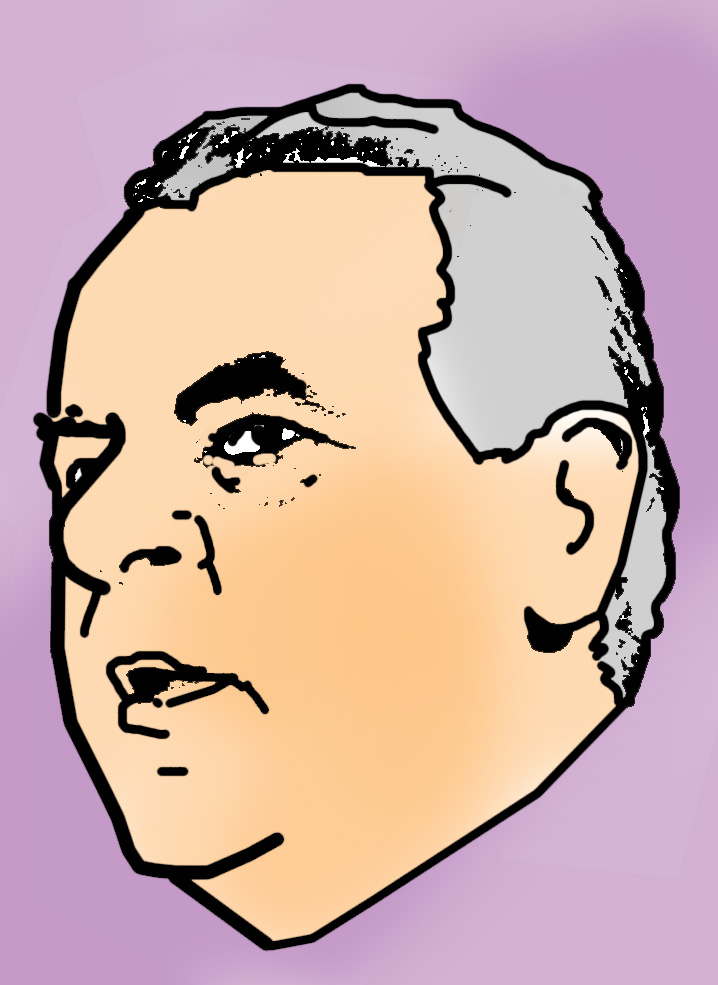
José Happart

José Happart (* 14. März 1947 in Herstal) ist ein belgischer Obstbauer und Politiker und war von 2004 bis 2009 Präsident des wallonischen Parlaments. Er ist Mitglied der Parti Socialiste.

## Leben
José Happart und sein Zwillingsbruder Jean-Marie Happart, ebenfalls Politiker, wurden in Herstal-Chertal geboren, wo ihr Vater einen Bauernhof unterhielt.
Happart war, obwohl er kein Niederländisch spricht, im Januar 1984 kurzzeitig Bürgermeister der politisch umstrittenen Gemeinde Voeren (französisch: Fourons), die seit 1963 in der niederländischsprachigen Region Flandern liegt. Happart war außerdem Mitglied und Präsident des wallonischen Parlaments sowie von 1999 bis 2004 wallonischer Landwirtschaftsminister. Von 1989 bis 1999 war Happart Mitglied des Europaparlaments, wo er im Ausschuss für landwirtschaftliche Belange aktiv war.
Von 1996 bis Mai 2020 war Happart Mitglied im Aufsichtsrat des Flughafens Lüttich, von 2009 bis 2016 war er Präsident dieses Gremiums. Er wurde im Mai 2020 vom Lütticher Strafgericht zu einer Freiheitsstrafe von acht Monaten auf Bewährung und einer Geldstrafe von 1.650 Euro wegen Korruption und der Einflussnahme verurteilt. Seinen Sitz im Verwaltungsrat des Lütticher Flughafens musste er daraufhin räumen.